# Thomas Babington Macaulay
Thomas Babington Macaulay (født 25. oktober 1800, død 28. december 1859) var en engelsk poet, historiker og politiker.
Macaulay studerede jura, men var mere interesseret i politik og kom ind i parlamentet som Whig i 1830. I 1834 drog han til Indien og tilbragte fire år der, indisk uddannelse i kolonitiden blev formet af hans idéer om at bygge en indisk middelklasse som var vestlig uddannet. Han udarbejdede også straffelove, som stadig i dag benyttes i flere tidligere britiske kolonier.
I 1838 vendte Macaulay tilbage til Storbritannien, blev valgt til parlamentet og gik ind i regeringen som krigsminister. I 1841 optog han spørgsmålet om ophavsret; Macaulays position var at dette indebar et monopol og som sådan måtte begrænses til det højst nødvendige. Dette dannede grundlaget for lovgivingen indenfor området i mange år.
Fra 1840'erne blev han stadig mere optaget af at skrive, specielt historieværket History of England from the accession of James II; han døde imidlertid før det var fuldført.